# Antoni Sobański

Familienwappen

Antoni Graf Sobański (* 1. Mai 1898 in Obodówka, Podolien; † April 1941 in London) war ein polnischer Literat und Essayist.

## Leben

### Herkunft
Der Adelstitel wurde seinem Großvater, Feliks Sobański, von Papst Leo XIII. im Jahre 1880 verliehen. In seinem Buch Kindheit in drei Ländern, geschrieben in London 1940, erwähnt Antoni Sobański als erstes Land die Ukraine „… deren Natur und Landschaft bei Zbruch und am Dnjestr vergisst er nie mehr“. In Kiew legte er das Abitur ab. 1919 wurde er zur polnischen Armee eingezogen und diente im polnischen Krieg gegen Sowjetrussland als Funker und Übersetzer. 1922 begann er ein Studium der Philosophie und Humanistik an der Warschauer Universität (unter anderem bei Marcel Handelsmann), das er zweieinhalb Jahre später abbrach.

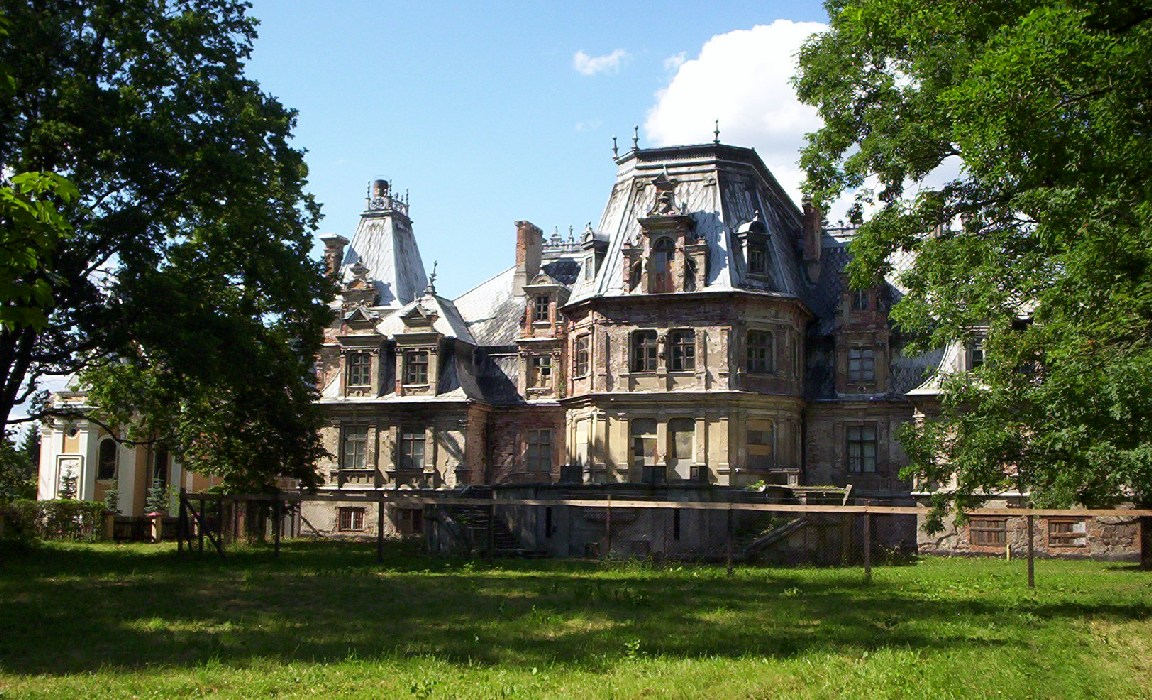
Palastruine in Guzów

Das hinderte ihn nicht daran, im Kreis der Intellektuellen von Warschau Beachtung, Respekt und fast Verehrung zu erlangen. Der englische Konsul in Warschau, Frank Savery, sagte später über ihn: „Er ist einer der interessantesten Menschen in Warschau“. Jarosław Iwaszkiewicz nannte Sobański einen „guten und klugen Freund“ und schrieb über ihn im Buch Die Allee der Freunde: „Er war beeindruckend […] groß, sportlich und sehr elegant (eine besondere Art der Eleganz, die wir 'le style Tonio' nannten), bisschen zu eloquent, aber sehr humorvoll, kulturell, neugierig auf Alles, von Politik bis Kunst, höchst gesellig, nie über jemanden negativ sprechend, und wenn manchmal ironisch, dann aber gleich witzig, ein Ideal des Gentlemans, und vor allem ausgezeichnet dafür prädisponiert ein Journalist zu sein.“ Witold Gombrowicz hält ihn nach Jahren so in der Erinnerung: „Eigenartiger Mensch, dieser Tonio Sobański! Sehr beispielhaft für das einstige Warschau und die Umwälzung in Polen. Graf, Inhaber des wunderbaren Guzow, war wie ein Zigeuner, mochte das Landleben nicht, hielt an den Traditionen nicht mehr fest, in den Intellektuellen- und Künstlersumpf voll versunken, war eigentlich enterbt und hat alle seine unzähligen Tanten zum Wahnsinn gebracht. Ausgesprochen intelligent, Europäer, kulturell, ausgezeichnete Umgangsformen, beachtliche Persönlichkeit. […] Tonio war kein Snob oder manierierter Elegant – er gehörte einfach zur Elite. Solche Menschen waren gebraucht. War einer der aufgeklärten polnischen Aristokraten, und auch das war von Bedeutung. […] Meiner Meinung nach, seine Rolle in der Warschauer Kunstszene war sehr wichtig, da er stellvertretend für Eleganz, Kunstgeschmackssinn oder distinguierte Umgangsformen war – Tugenden, die bei uns als 'oberflächlich' oder 'unmännlich' angesehen waren, auf jeden Fall nicht genug 'heroisch' und 'stämmig'. Tonio war überzeugt, dass der Charme einer Nation mächtiger als die Kanonen ist, dass man mit Stil, Form und Kunstreiz die Welt am besten begeistern kann.“
Der Entwicklungsgang der politischen Lage in Polen nach dem Tod von Marschall Piłsudski beunruhigte Antoni Sobański sehr, vor allem der wachsende polnische Nationalismus und der immer bedrohlicher werdende Antisemitismus. Im Jahre 1937 nimmt er an einer streitartigen Diskussion in der Zeitschrift Wiadomości Literackie (Literarische Nachrichten) teil. Das Thema dieser Diskussion: Polnische Schriftsteller und die Judenfrage. Sobański meint in seiner Aussage, unter der bezeichnenden Überschrift Judenfrage – gibt's nicht, dass die Verschlechterung der polnisch-jüdischen Beziehungen nur kurzfristig sei und eine friedliche Koexistenz wiederkehren müsse, dass „Die Ausscheidung der Juden aus der polnischen Wirtschaft bedeutet eine ökonomische Katastrophe und die Abschaffung eines stabilen und sicheren Bindegliedes mit Westeuropa“. Er glaubt nicht an eine sofortige Massenmigration der Juden nach Palästina oder deren Zwangsumsiedlung nach Madagaskar, findet auch keine richtige Erklärung für polnischen Antisemitismus: „Manchmal glaube ich, dass vier Jahre nach dem Sieg der Nationalsozialisten in Deutschland deren antisemitisches Gift sich irgendwie durch unsere Grenze durchgefressen und ganz Polen mit Judenhass bespritzt hat. […] Was natürlich gar keine Erklärung ist.“
Graf Tonio beherrschte sechs europäische Sprachen perfekt in Wort und Schrift, war ständig unterwegs – monatelange Aufenthalte in London, Paris, Berlin, Wien oder Petersburg –, aber nicht nur in Europa, auch in den US-Staaten. In den 1930er-Jahren kaufte er in Santa Fe (New Mexico) ein Stück Land mit einem Haus. Dort verbrachte er Weihnachten 1938  und schrieb dabei Weihnachten in San Filipe.

### Nachrichten aus Berlin 1933–1936
Zwischen 1933 und 1936 berichtete er für die polnische Zeitschrift Wiadomości Literackie (Literarische Nachrichten). Wiadomości Literackie sind 1924 in Warschau gegründet worden, ein paar Monate nach dem Hitler-Putsch. Von Anfang an beobachtete diese Zeitschrift die Entwicklungen bei den Westnachbarn. Die Redaktion spürte sofort nach der Wahl 1933 in Deutschland den Bedarf an Informationen über das gerade entstehende Dritte Reich. Um das zu erfüllen, wurde entschieden, jemanden nach Berlin zu schicken, der die deutsche Kultur und Sprache perfekt kennt und gleichzeitig viele Freunde und Bekannte dort hat. Graf Antoni Sobański war bestens geeignet für diese Mission, und somit fuhr er Ende April 1933 nach Berlin. Seine erste Reportage In Deutschland nach der Umwälzung. Berlin, Mai 1933 veröffentlichten die Wiadomości Literackie schon am 18. Juni 1933. Die nächsten Reportagen erschienen regelmäßig in den folgenden Ausgaben der Zeitschrift bis zum 6. August 1933 – summa summarum wurden 8 Reportagen publiziert und letztendlich als Buch herausgegeben (Verlag Towarzystwo Wydawnicze "Rój", Warschau 1934). Die späteren Reportagen von Antoni Sobański wurden nicht mehr in Buchform gedruckt, sie wurden erneut nach 70 Jahren publiziert.
Im Frühling 1936 besucht Antoni Sobański Danzig und schreibt von dort eine Reportage Humor der schicksalhaften Sachen, veröffentlicht in Wiadomości Literackie (3. Mai 1936, Nr. 19). Weil aus Sachlichkeitsgründen – Danzig war 1936 Freie Stadt – diese Reportage nicht in das Buch Nachrichten aus Berlin 1933–36 aufgenommen wurde (dessen Inhalt die Ereignisse im Dritten Reich betrachtet), lohnt sich hier ein kurzer Einblick: „Man darf nicht vergessen die gefährliche und leere Bedeutung des Wortes – Prestige. Deutschland befreit sich von Versaillesketten, treibt militärische Ausrüstungen hoch, marschiert in Rheinland ein – im Namen dieses Wortes. Der kommende Krieg wird Millionen von Soldaten und noch mehr Zivilisten das Leben kosten – für die Heiligkeit dieses Wortes. […] Bei diesem Massaker wird alles verloren gehen [...] Ein Krieg, der sowohl Deutschland als auch Polen vernichtet.“
Seine Berichte als polnischer Korrespondent aus dem nationalsozialistischen Deutschland beschreiben sowohl Ereignisse der Politik wie den Nürnberger Parteitag der NSDAP, aber auch Details, die einen Blick in die Lebenswirklichkeit des Dritten Reiches gestatten:
Vor allem die Mitglieder der NSDAP werden nicht müde, wenn es ums Geldsammeln geht: ob im Nachlokal, im Restaurant oder im Café, überall kommt ein martialisch aussehender, großer Kerl an den Tisch und bietet einem eine Postkarte mit dem Bild des Führers zum Kauf an. Am Anfang macht das gehörigen Eindruck, sodass es einer gewissen Zivilcourage bedarf, den Handel abzulehnen. Ich selbst fühle mich nicht unter Druck gesetzt; hätte ich jedoch semitische Gesichtszüge, dürfte ich Berlin wahrscheinlich mit Dutzenden Bildern vom Führer im Reisekoffer verlassen …
Antoni Sobański hatte auch persönliche Gründe, um im Frühling 1933 als Reporter nach Berlin zu reisen. Im Vorwort zu der ersten Reportage schreibt er: „Ich will so sehr meine Zuneigung für diese wunderliche Nation bewahren […] Ich habe so viel Hochachtung für die Deutschen […] Ich habe große Angst, beides zu verlieren […] Aber ich werde nur die Wahrheit schreiben. […] Ich bin nur ein altmodischer Liberalist, dem die jungere Generation die Objektivität vorwirft. Sie verachten den Objektivismus und behaupten, dass die Starken und Kreativen dürften nicht objektiv handeln, um was zu erbauen. Ich will mommentan nicht erbauen, ich möchte nur meine lächerliche, liberale und sterbende Welt retten.“

### Zweiter Weltkrieg
Der Beginn des Zweiten Weltkrieges überraschte ihn in Warschau. Sobański und zwei andere Schriftsteller verlassen Warschau am 5. September und fahren mit dem Auto zu nahgelegten Kazimierz an der Weichsel, um dort den Krieg „abzuwarten“ – Sobański war Freund der Juden, der Engländer und der Liebe unter Männern. Bald beginnt Tonio's Exilodyssee – über Rumänien, Jugoslawien und Italien bis nach Großbritannien. In London findet er Beschäftigung als Journalist und Korrespondent bei der BBC und Wiadomości Polskie (Polnische Nachrichten). 1941 starb Sobański in London an einer Lungenkrankheit.

## Werke
- 18 lat?!!!. Warschau, 1929
- Wigilia w San Filipe. Santa Fé, New Mexico, 1938
- Trzy kraje lat dziecinnych. In: Kraj lat dziecinnych. Kolin, London 1942
- Cywil w Berlinie. Sic!, Warschau 2006. ISBN 83-88807-91-9.
  - Deutsche Ausgabe: Nachrichten aus Berlin 1933–36. Parthas Verlag, Berlin 2007, ISBN 978-3-86601-737-5.